# 落ち武者狩り
落ち武者狩り（おちむしゃがり）は、日本の戦国時代に百姓が自分の村の地域自衛の一環として、敗戦で支配権力が変わった時に敵方の逃亡武将（落武者）を探して略奪し、殺害した慣行である。武将の鎧や刀など装備を剥いで売ったり金品など得たりするためでもあり、「落ち武者襲撃慣行」ともよばれる。
室町時代初めにすでに原型が見られ、室町中期には京都周辺で僧兵の落人狩りが幕府の呼びかけでなされた。敗者を「法の外の人」とみる中世以来の習慣の存在と、村の問題は自分たちで解決する自力救済の考えに基づく成敗権と武力行使が根底にあり、特に戦国時代には慣行として許され、地域では惣村の力が強く慣行には手がつけられない面があり、広く展開し、豊臣秀吉の「惣無事令」から始まる身分固定・成敗権の否定を伴う一連の政策まで存続していた。

## 概要
室町時代、没落したり後ろ盾がなくなった公家や武家は落人、落ち武者として扱われ、その地域や逃亡中の近隣町人に襲われた。また、失脚した武家の屋敷が略奪に遭った。さらに流罪となり流刑先に移動している罪人も落ち武者とみなされ、対象となった。
この後、永享6年（1434年）10月4日、室町幕府第6代将軍足利義教の時代に、比叡山延暦寺の僧兵が日吉神社の神輿を担いでの強訴に及んだ際、幕府は幕府軍が守備しない京都周辺の伏見荘・山科荘・醍醐荘の荘園の村々に、都合のいい所で待ち伏せて「落人狩り」で討って装備を剥いでほしいと要請する。地の利がある村人が人の通りそうな山野に夜も昼も待ち伏せて馬や武具を渡せと襲い、抵抗すれば殺し、降参したら身ぐるみを剥いだ。地域のことになると動くが、それ以上のことには関わらないし軍の指揮にも入らないという原則が、すでに確立していた。この時の開始の様子は、荘内の寺の早鐘を鳴らし、半具足の軽装で約300人が集結したら集会で作戦を練り、戦闘名簿に名前を記入し、やがて周囲の村からやってきた人も村ごとに記入した。熟練した慣れた対応で､名簿を作るのも当時の武士の先陣作法ながらきちんとこなし、この時点で村の武力体制がほぼ機能していた。
戦国時代の日向国の山村では、百姓は農村で名字を持ち帯刀する「おとな百姓」と目下の「子百姓」の2種類の階級に分かれ、農業は「子百姓」に任せて「おとな百姓」は雑兵浪人として戦争への参軍と戦闘、そして戦場での略奪と落ち武者狩りがほぼ専業であり、椎葉村では、おとな百姓が村の3分の1を占めた。当時は敗戦して敗残兵となると武士は身分にかかわらず落ち武者狩りの対象とされ、たとえそれまでは支配地でも、地域一帯が落ち武者狩りの百姓勢の跋扈する危険地帯となり、逃げる場合でもこの危険に直面し、これら百姓雑兵たちに捜索され、見つかると襲撃され、殺害・略奪された。
これが許されていたのは、中世以来、掠奪慣行と自力救済の考えが社会にあり、落ち武者などの敗者は法の保護から外れる存在で、「法外人」から財産や命まで奪っても何も悪くないと考えられていたためである。また、自力救済としては、室町時代から自立した百姓たちによる惣村と呼ばれる自治村落ができ、こうした惣村では村内部の問題や他の惣村との水争いや草場、山境などの生活に不可欠で対立する紛争解決に領主など支配層を介入させず、村の安全や権益は自分たちで守る自力救済の処置権限である「自検断」を使い、時には他村と武力紛争となり、戦いの先頭で力のある若者が長老衆と対抗できる大きな発言力を持っていた。村の盗難などの罪人の現行犯は村の若者が処刑するという暴力的な自検断の成敗権の慣習があり、人を殺す権限があった。物を盗んだ母子とも若者たちが即決で沙汰して殺した例があり、戦国時代の末期の初期の羽柴秀吉時代の法でも認めていた。これが外に対しては襲来する雑兵たちに対しての防御となり、勝手に侵入するよそ者と戦って排除し、抵抗すれば殺す体勢がある。その一環として、落ち武者狩りは行われていた。
特に、天正10年（1582年）6月13日、山崎の戦い後に起きた、明智光秀の小栗栖（前述した旧･伏見荘の1村）または山科または醍醐での落ち武者狩りの百姓による鑓あるいは打ち殺し（『多聞院日記』、『大かうさまくんきのうち』）による殺害が有名である。これに先立つ本能寺の変で、徳川家康一行が堺から三河まで脱出した際、その道中で落ち武者狩りによる襲撃を危惧していたが、軽装備ながら34人と警護がある程度つき、酒井忠次・井伊直政・本多忠勝など歴戦の武将もいて落ち武者狩りの一揆を脅したことに加え、所持していた金品を与えたりして通過した（神君伊賀越え）。加太峠でも百姓らに襲われたが、地元の甲賀の郷士が護衛し追い払い、伊賀国に入って周辺土豪に守られた。一方、家康一行を疑い、かなり距離を置いていた穴山信君と少数の配下が、山城国綴喜郡の木津川河畔の渡し（現在の京都府京田辺市興戸の山城大橋近く）にたどり着いた時に、落ち武者狩りの百姓勢に追いつかれ殺害された。
また、ルイス・フロイスによると、戦国末期の島津家と大友家の戦いでは内戦状態となり、奴隷狩りと略奪が横行する中で百姓も反撃のために武装して戦い、落ち武者狩りとそれ以外の領主の兵でも、少数で仲間から離れていると追剥にあった。これら落ち武者狩りは、日本中で行われているとある。

## 豊臣秀吉の政策での消滅
豊臣秀吉は天下統一を進め、「関白の平和」を目指す政策として天正13年（1585年）から翌年にかけて惣無事令を出し、天正16年（1588年）刀狩令や、天下統一後の天正18年（1590年）「浪人停止令」で武家への奉公人以外の農村の雑兵浪人を追放した。続いて翌年に身分統制法も定め、慶長2年（1597年）盗人停止令の第5条で私的な成敗を禁止し、奉行への届け出を義務付けた。この一連の政策で身分を固定して自力救済の成敗権が否定され、落ち武者襲撃慣行は村から消えていく。ただし自力救済は、村の防衛という面では慶長5年（1600年）に醍醐で関ヶ原の戦いの前哨戦となる伏見城の戦い用の竹木を略奪する雑兵約150名の濫妨を、村々が早鐘で武器を取って蜂起し、追い払う形で行われていた。
同年9月関ヶ原の戦いの後に勝者の徳川側から残党狩りが懸賞金付きで布告され、石田三成、宇喜多秀家、島津義弘を捕らえたものは永年貢免除、捕らえられない場合には村人たちの討ち果しを公認し、金子100枚が賞金にかけられた。石田三成は近江の古橋村（現・長浜市木之本町古橋）で隠れ住んでいる場所が村にわかり、徳川側の田中吉政の捜索隊に捕縛されている。あるいは、庄屋の次左衛門の縁の下に匿われていたところを通報された、という説もある。いずれにしても、自力襲撃はされていない。その、落ち武者狩りの実例は宇喜多秀家などに見られるが、この時は伊吹山に逃げ込んだが、逆に落ち武者狩りの指導者の土豪に匿われて死んだと報告された。9月17日島津義弘は、50数人での敗走で伊賀上野藩に入り関が原に東軍で出陣して留守番衆だけの筒井家側に通知したうえ通行したが、城下を過ぎた険しい坂の細道で待ち構えていた村人勢500人に弓銃鑓などで襲われたが撃退して、指導者たちは藩の関係者らしく取った5首と捕虜2名を城下に戻り城口に置いている。15日食料調達の斥候6人は美濃国駒野付近で訪れた村で周囲の村も含めた多人数に襲われ5人が打ち殺された。中世以来の法外人視や略奪慣行は変化して落ち武者襲撃慣行ではなくなり、地域自衛の側面は残しつつ支配者の体制への協力という形で実施された。その後、江戸幕藩体制の安定で武士支配層間の戦争が無くなり、落ち武者狩りは過去のものとなった。
一時的な落ち武者狩りの復活は、慶応元年（1868年）正月7日鳥羽・伏見の戦い後に、幕藩体制が弛緩した中で、幕府側残党の歩兵を、周辺の村人たちが自力襲撃して、捕縛や撃ち殺して首を取ったり追い払ったりしている。過去との違いは長州藩出張所に事後届け出して、捕獲した武器や装備品は、長州側に恭順していた枚方幕府陣屋に村から差し出した。中には「紺足袋」「羽織紐」など軽易なものを願い出て拝領している。ただし、幕末の村の形態やどのような層が、どういう背景で実行したのか、明らかではない。